# Cibeber (Manonjaya)
Cibeber is een bestuurslaag in het regentschap Tasikmalaya van de provincie West-Java, Indonesië. Cibeber telt 3854 inwoners (volkstelling 2010).